# Sympistis figurata
Sympistis figurata là một loài bướm đêm thuộc họ Noctuidae.Nó được tìm thấy ở phía đông của dãy núi Cascade ở Washington và Oregon.
Sải cánh dài 27–31 mm.

## Phụ loài
The former subspecies "Oncocnemis figurata pallidior", has been elevated to species status và transferred to the Sympistis genus as Sympistis pallidior